# Кизилкобинка
Кизилкобинка, Кизил-Коба-Озен (крим. Qızıl Qoba Özen, «річка Червоної печери», також Червонопечерна) — річка в Криму, що утворюється в надрах Субаткан-яйли потоком річки Субаткан, який зникає в 40 м шахті-понорі Провал. Річка Кизил-Коба — права притока річки Салгир. Довжина 5 км.
Кизилкобинка починається під землею в печері Кизил-Коба (Червона печера), від якої отримала свою назву, і має протяжність підземної частини близько 13 км. Червона печера і її зв'язок з річкою описані в роботах професора-гідрогеолога Віктора Миколайовича Дублянского. Печера має довжину понад 16 км і 6 поверхів, по одному з яких (першому) протікає підземна річка, що йде в сифон. У паводок вода піднімається й на другий поверх. У межень підземна річка місцями пересихає і тоді утворюється більше 70 озер.
Червона печера є природним дренажем, що збирає стік зі значної площі (10 км²), найнижчою серед кримських яйл — Субаткан-яйли. Вийшовши з печери, річка протікає по урочищу Кизил-Коба, що замикають високі стрімчаки Кизил-Кая. Слово «кизил», що зустрічається тут так часто, означає «червоний» і пов'язане із червонуватими кольорами мармуроподібних вапняків, викликаним окислами заліза. Води річки виносять із надр Довгоруківського масиву розчинене вапно (бікарбонат кальцію), утворюючи туфовий майданчик, що височіє над річищем майже 30 м скелею. 25 м каскадами падає вода водоспаду Су-Учхан.
З туфового майданчика відкривається мальовничий вид на верхів'я річки Салгир. Вузьким, зарослим дубняком, грабинником, кизилом, барбарисом, грушею, ліщиною, шипшиною урочище Кизил-Коба з водоспадом Су-Учхан і туфовою площадкою оголошено пам'яткою природи загальнодержавного значення. Тут прокладено багато туристичних стежок.
Продовжуючи свій стрімкий біг на захід, через 3,5 км річка перетинає село Ангара (Перевальне) і далі зливаючись із Ангарою утворює річку Салгир.

## Історія
Колись землі в долині Салгира були подаровані князеві В. М. Довгорукову-Кримському за вдалу кримську кампанію. Тоді гори Султан-Даг (ті, що належать турецькому султанові) і одержали нову назву.